# Blepharis gazensis
Blepharis gazensis är en akantusväxtart som beskrevs av K. Vollesen. Blepharis gazensis ingår i släktet Blepharis och familjen akantusväxter. Inga underarter finns listade i Catalogue of Life.